# Doanh nghiệp xã hội
Doanh nghiệp xã hội được hiểu là một tổ chức có các hoạt động kinh doanh nhằm thực hiện các mục tiêu mang tính xã hội, lợi nhuận thu được sử dụng để tái đầu tư cho mục tiêu đó hoặc cho cộng đồng, thay vì tối đa hóa lợi nhuận cho cổ đông hoặc chủ sở hữu.

## Một số khái niệm
- Theo quan điểm của một số hiệp hội như Ashoka, Echoing Green, Skoll Foundation, Schwab Foundation for Social Entrepreneurship, “doanh nghiệp xã hội là mô hình phát triển các giải pháp sáng tạo, hiệu quả nhằm giải quyết các vấn đề xã hội trên thế giới”
- Theo các cơ quan chính phủ ở châu Á, “doanh nghiệp xã hội là doanh nghiệp được thành lập nhằm tạo cơ hội đào tạo và việc làm cho các đối tượng yếu thế”.
- Theo chính phủ Anh, “doanh nghiệp xã hội là một mô hình kinh doanh được thành lập nhằm thực hiện các mục tiêu xã hội, và sử dụng lợi nhuận để tái đầu tư cho mục tiêu đó hoặc cho cộng đồng, thay vì tối đa hóa lợi nhuận cho cổ đông hoặc chủ sở hữu”.
- Theo tổ chức OECD, “doanh nghiệp xã hội là những tổ chức hoạt động dưới nhiều hình thức pháp lý khác nhau, vận dụng tinh thần doanh nhân nhằm theo đuổi cả hai mục tiêu xã hội và kinh tế. Doanh nghiệp xã hội thường cung cấp các dịch vụ xã hội và việc làm cho các nhóm yếu thế ở cả thành thị và nông thôn. Ngoài ra, Doanh  nghiệp xã hội còn cung cấp các dịch vụ cộng đồng trên các lĩnh vực giáo dục, văn hóa, môi trường”
- Theo tổ chức hỗ trợ sáng kiến vì cộng đồng (CSIP), "doanh nghiệp xã hội là một khái niệm dùng để chỉ hoạt động của các doanh nhân xã hội dưới nhiều hình thức khác nhau tùy thuộc vào mục đích và điều kiện hoạt động cụ thể; doanh nghiệp lấy lợi ích xã hội làm mục tiêu chủ đạo, được dẫn dắt bởi tinh thần doanh nhân nhằm đạt được cả mục tiêu xã hội, môi trường và kinh tế"
- Theo Bambang Ismawan, người sáng tổ chức tín dụng vi mô, Quỹ Bina Swadaya ở Indonesia năm 1967, "doanh nghiệp xã hội là việc đạt được sự phát triển, mục tiêu xã hội (social development) bằng cách sử dụng giải pháp kinh doanh (entrepreneurship solution)”.
- Theo Wikipedia, "doanh nghiệp xã hội là một tổ chức vì lợi nhuận hoặc phi lợi nhuận áp dụng các chiến lược kinh doanh nhằm đạt được các mục tiêu từ thiện".

## Đặc điểm chung
Mặc dù có nhiều quan điểm, cách hiểu khác nhau về doanh nghiệp xã hội. Tuy nhiên, tựu trung lại, doanh nghiệp xã hội có các đặc điểm chính như sau:
- Doanh nghiệp xã hội đặt mục tiêu, sứ mệnh xã hội rõ nét ngay từ khi thành lập;
- Sử dụng các hoạt động kinh doanh, cạnh tranh bình đẳng là phương tiện để đạt mục tiêu xã hội;
- Sử dụng phần lớn lợi nhuận từ hoạt động kinh doanh để đầu tư trở lại tổ chức, cộng đồng và cho mục tiêu xã hội.

## Vai trò
Các doanh nghiệp xã hội hoạt động có những tác động lớn đối với xã hội, đó là: trách nhiệm tài khóa, an toàn, phát triển kinh tế và công bằng xã hội.

## Ở Việt Nam
Ở Việt Nam, doanh nghiệp xã hội lần đầu tiên được quy định tại Điều 10 Luật Doanh nghiệp năm 2014. Theo đó, doanh nghiệp xã hội là doanh nghiệp được đăng ký thành lập theo quy định của pháp luật Việt Nam; mục tiêu hoạt động nhằm giải quyết vấn đề xã hội, môi trường vì lợi ích cộng đồng; sử dụng ít nhất 51% tổng lợi nhuận hằng năm của doanh nghiệp để tái đầu tư nhằm thực hiện mục tiêu xã hội, môi trường như đã đăng ký.